# Klęczkowo (województwo kujawsko-pomorskie)
Klęczkowo – wieś w Polsce położona w województwie kujawsko-pomorskim, w powiecie chełmińskim, w gminie Stolno, przy drodze krajowej nr 55. Miejscowość wchodzi w skład sołectwa Trzebiełuch.
W latach 1939 - 1942 dotychczasową nazwą wsi, jak i znajdującego się tam majątku, było Klinzkau (czasami także Klenczkau), lecz po przeprowadzonej zamianie nazw miejscowości w Okręgu Rzeszy Gdańsk-Prusy Zachodnie, w latach 1942 - 1945 nazywała się Klinkenberg.

## Podział administracyjny
W latach 1939–1945 położona była w okręgu Rzeszy Gdańsk-Prusy Zachodnie, w rejencji bydgoskiej (Regierungsbezirk Bromberg), w powiecie Chełmno (Kreis Kulm).
W latach 1975–1998 miejscowość administracyjnie należała do województwa toruńskiego.

## Demografia
Według Narodowego Spisu Powszechnego (III 2011 r.) wieś liczyła 109 mieszkańców. Jest czternastą co do wielkości miejscowością gminy Stolno.

## Zabytki
Według rejestru zabytków NID na listę zabytków wpisany jest park dworski z połowy XIX w., nr rej.:A/294 z 17.06.1985.

## Urodzeni w Klęczkowie
- Wojciech Stanisław Leski (1702-1758), opat pelpliński i biskup chełmiński
- Szczepan Gółkowski (1787-1871), polski drukarz, wydawca i redaktor czasopism, działacz oświatowy